# Ла-Герш-де-Бретань (кантон)
Ла-Герш-де-Бретань (фр. La Guerche-de-Bretagne) — кантон во Франции, находится в регионе Бретань, департамент Иль и Вилен. Входит в состав округа Фужер-Витре.

## История
До 2015 года в состав кантона входили коммуны Авай-сюр-Сеш, Бе, Висеш, Друж, Ла-Герш-де-Бретань, Ла-Сель-Гершез, Мулен, Мусе, Мутье, Ранне, Шелён и Эансе.
В результате реформы 2015 года состав кантона был изменен. В него вошли коммуны упраздненных кантонов Аржантре-дю-Плесси и Ретье.

## Состав кантона с 22 марта 2015 года
В состав кантона входят коммуны (население по данным Национального института статистики за 2018 г.):
- Арбрисель (310 чел.)
- Аржантре-дю-Плесси (4 447 чел.)
- Авай-сюр-Сеш (683 чел.)
- Бе (2 430 чел.)
- Бриель (673 чел.)
- Вержеаль (801 чел.)
- Висеш (830 чел.)
- Домален (2 021 чел.)
- Друж (514 чел.)
- Жен-сюр-Сеш (948 чел.)
- Коэм (1 466 чел.)
- Ла-Герш-де-Бретань (4 233 чел.)
- Ла-Сель-Гершез (154 чел.)
- Ле-Пертр (1 385 чел.)
- Ле-Тей-де-Бретань (1 717 чел.)
- Марсийе-Робер (954 чел.)
- Мартинье-Фершо (2 593 чел.)
- Мулен (714 чел.)
- Мусе (339 чел.)
- Мутье (927 чел.)
- Ранне (1 086 чел.)
- Ретье (4 402 чел.)
- Сен-Жермен-дю-Пинель (933 чел.)
- Сент-Коломб (351 чел.)
- Торсе (1 205 чел.)
- Тури (819 чел.)
- Форж-ла-Форе (263 чел.)
- Шелён (349 чел.)
- Эансе (411 чел.)
- Эсе (1 077 чел.)
- Этрель (2 569 чел.)

## Политика
На президентских выборах 2022 г. жители кантона отдали в 1-м туре Эмманюэлю Макрону 37,8 % голосов против 23,9 % у Марин Ле Пен и 14,4 % у Жана-Люка Меланшона; во 2-м туре в кантоне победил Макрон, получивший 64,0 % голосов. (2017 год. 1 тур: Франсуа Фийон – 26,1 %, Эмманюэль Макрон – 24,9 %, Марин Ле Пен – 18,6 %, Жан-Люк Меланшон – 15,0 %; 2 тур: Макрон – 71,3 %. 2012 год. 1 тур: Николя Саркози — 35,2 %, Франсуа Олланд — 20,7 %, Марин Ле Пен — 15,6 %; 2 тур: Саркози — 59,8 %).
С 2021 года кантон в Совете департамента Иль и Вилен представляют мэр коммуны Этрель Мари-Кристин Морис (Marie-Christine Morice) и мэр коммуны Шелён Кристиан Сорьё (Christian Sorieux) (оба – Разные правые).
|                | Кандидаты                           | Партия                   | Первый тур | Первый тур     | Второй тур | Второй тур |
| Кол-во голосов | Кандидаты                           | Партия                   | % голосов  | Кол-во голосов | % голосов  |            |
| -------------- | ----------------------------------- | ------------------------ | ---------- | -------------- | ---------- | ---------- |
|                | Мари-Кристин Морис Кристиан Сорьё   | Правоцентристский блок   | 3 203      | 38,49          | 4 564      | 59,72      |
|                | Брюно Гатель Моник Сокат            | Правый блок              | 2 219      | 26,66          | 3 078      | 40,28      |
|                | Жан Мареши Ивонн Руссель            | Национальное объединение | 1 165      | 14,00          |            |            |
|                | Бертран Мекам Кончита Плансон       | Разные левые             | 1 106      | 13,29          |            |            |
|                | Клер-Виолетта Ле Гоф Микаэль Югонне | Непокорённая Франция     | 629        | 7,56           |            |            |

|                | Кандидаты                        | Партия                  | Первый тур | Первый тур     | Второй тур | Второй тур |
| Кол-во голосов | Кандидаты                        | Партия                  | % голосов  | Кол-во голосов | % голосов  |            |
| -------------- | -------------------------------- | ----------------------- | ---------- | -------------- | ---------- | ---------- |
|                | Эмерик Масье дю Бьес Моник Сокат | Правый блок             | 4 837      | 37,82          | 8 596      | 70,73      |
|                | Виржини Дюфор Марсель Лефранк    | Национальный фронт      | 3 062      | 23,94          | 3 557      | 29,27      |
|                | Кристель Бертини Кристиан Сорьё  | Центристский блок       | 2 949      | 23,06          |            |            |
|                | Кончита Плансон Эли Робер        | Социалистическая партия | 1 940      | 15,17          |            |            |